# Bataille de Tadamakat (2020)
La bataille de Tadamakat est une bataille ayant eu lieu le 10 novembre 2020, dans la zone de Tadamakat, opposant les forces armées françaises de l'opération Barkhane au Groupe de soutien à l'islam et aux musulmans.

## Déroulement
L’armée française recherchait depuis plusieurs jours Ba ag Moussa , un cadre de la mouvance djihadiste en Afrique et commandant militaire du JNIM.
Le 10 Novembre , les services de renseignements français détectent la présence d’un pick-up dans la zone de Tadamakat , dans la région de Ménaka au Mali. Il est déterminé que Ba Ag Moussa se trouve dans le pick-up accompagné de 4 autres djihadistes armés . En fin de journée, aux alentours de 18h une opération d’ampleur est lancée par les forces spéciales de l’opération Sabre: deux hélicoptères de transports avec une quinzaine de commandos à leur bords et deux hélicoptères de combat se rendent sur les lieux avec l’appui d’un drone. Les hélicoptères effectuent alors des tirs de sommations pendant que les commandos se déploient au sol. Les djihadistes décident de sortir du pick-up et ouvrent le feu immédiatement sur les commandos au sols. Après un combat d’une quinzaine de minutes, les cinq djihadistes sont abattus. 

## Bilan
Le 13 Novembre , la ministre des armées , Florence Parly confirme l’élimination de Ba Ag Moussa ainsi que 4 de ses gardes du corps lors de l’opération. Aucun soldat français n’a été blessé lors de l’opération.